# Lijst van nummer 1-hits in de Nederlandse Top 40 in 1986
Deze hits stonden in 1986 op nummer 1 in de Nederlandse Top 40.
| Nummer | Datum        | Artiest                        | Titel                                          |
| ------ | ------------ | ------------------------------ | ---------------------------------------------- |
| 338    | 4 januari    | Elton John                     | Nikita                                         |
|        | 11 januari   | Elton John                     | Nikita                                         |
|        | 18 januari   | Elton John                     | Nikita                                         |
|        | 25 januari   | Elton John                     | Nikita                                         |
| 339    | 1 februari   | Feargal Sharkey                | A Good Heart                                   |
|        | 8 februari   | Feargal Sharkey                | A Good Heart                                   |
| 340    | 15 februari  | Billy Ocean                    | When the Going Gets Tough, the Tough Get Going |
|        | 22 februari  | Billy Ocean                    | When the Going Gets Tough, the Tough Get Going |
|        | 1 maart      | Billy Ocean                    | When the Going Gets Tough, the Tough Get Going |
|        | 8 maart      | Billy Ocean                    | When the Going Gets Tough, the Tough Get Going |
|        | 15 maart     | Billy Ocean                    | When the Going Gets Tough, the Tough Get Going |
| 341    | 22 maart     | Cock Robin                     | The Promise You Made                           |
|        | 29 maart     | Cock Robin                     | The Promise You Made                           |
| 342    | 5 april      | Falco                          | Jeanny (Part I)                                |
|        | 12 april     | Falco                          | Jeanny (Part I)                                |
| 343    | 19 april     | Cliff Richard & The Young Ones | Living Doll                                    |
|        | 26 april     | Cliff Richard & The Young Ones | Living Doll                                    |
|        | 3 mei        | Cliff Richard & The Young Ones | Living Doll                                    |
|        | 10 mei       | Cliff Richard & The Young Ones | Living Doll                                    |
| 344    | 17 mei       | George Michael                 | A Different Corner                             |
| 345    | 24 mei       | Sam Cooke                      | Wonderful World                                |
|        | 31 mei       | Sam Cooke                      | Wonderful World                                |
|        | 7 juni       | Sam Cooke                      | Wonderful World                                |
|        | 14 juni      | Sam Cooke                      | Wonderful World                                |
| 346    | 21 juni      | Janet Jackson                  | What Have You Done for Me Lately               |
|        | 28 juni      | Janet Jackson                  | What Have You Done for Me Lately               |
|        | 5 juli       | Janet Jackson                  | What Have You Done for Me Lately               |
| 347    | 12 juli      | Wham!                          | The Edge of Heaven                             |
|        | 19 juli      | Wham!                          | The Edge of Heaven                             |
|        | 26 juli      | Wham!                          | The Edge of Heaven                             |
| 348    | 2 augustus   | M.C. Miker 'G' & Deejay Sven   | Holiday Rap                                    |
|        | 9 augustus   | M.C. Miker 'G' & Deejay Sven   | Holiday Rap                                    |
|        | 16 augustus  | M.C. Miker 'G' & Deejay Sven   | Holiday Rap                                    |
| 349    | 23 augustus  | UB40                           | Sing Our Own Song                              |
|        | 30 augustus  | UB40                           | Sing Our Own Song                              |
|        | 6 september  | UB40                           | Sing Our Own Song                              |
|        | 13 september | UB40                           | Sing Our Own Song                              |
| 350    | 20 september | Bruce Hornsby and the Range    | The Way It Is                                  |
| 351    | 27 september | Europe                         | The Final Countdown                            |
|        | 4 oktober    | Europe                         | The Final Countdown                            |
|        | 11 oktober   | Europe                         | The Final Countdown                            |
|        | 18 oktober   | Europe                         | The Final Countdown                            |
| 352    | 25 oktober   | Berlin                         | Take My Breath Away                            |
| 353    | 1 november   | The Communards                 | Don't Leave Me This Way                        |
|        | 8 november   | The Communards                 | Don't Leave Me This Way                        |
|        | 15 november  | The Communards                 | Don't Leave Me This Way                        |
|        | 22 november  | The Communards                 | Don't Leave Me This Way                        |
|        | 29 november  | The Communards                 | Don't Leave Me This Way                        |
| 354    | 6 december   | The Bangles                    | Walk Like an Egyptian                          |
|        | 13 december  | The Bangles                    | Walk Like an Egyptian                          |
|        | 20 december  | The Bangles                    | Walk Like an Egyptian                          |
|        | 27 december  | Geen Top 40 verschenen         | Geen Top 40 verschenen                         |